# Padornelos
Padornelos é uma povoação portuguesa do Município de Montalegre que foi sede da extinta Freguesia de Padornelos, freguesia que tinha 15,52 km² de área e 124 habitantes (2011), e, por isso, uma densidade populacional de 8 hab./km².
A Freguesia de Padornelos foi extinta (agregada) pela reorganização administrativa de 2012/2013, tendo o seu território sido agregado ao da Freguesia de Meixedo para criar a União de Freguesias de Meixedo e Padornelos.

## População
| Número de habitantes | Número de habitantes | Número de habitantes | Número de habitantes | Número de habitantes | Número de habitantes | Número de habitantes | Número de habitantes | Número de habitantes | Número de habitantes | Número de habitantes | Número de habitantes | Número de habitantes | Número de habitantes | Número de habitantes |
| -------------------- | -------------------- | -------------------- | -------------------- | -------------------- | -------------------- | -------------------- | -------------------- | -------------------- | -------------------- | -------------------- | -------------------- | -------------------- | -------------------- | -------------------- |
| 1864                 | 1878                 | 1890                 | 1900                 | 1911                 | 1920                 | 1930                 | 1940                 | 1950                 | 1960                 | 1970                 | 1981                 | 1991                 | 2001                 | 2011                 |
| 304                  | 272                  | 376                  | 405                  | 422                  | 416                  | 450                  | 522                  | 637                  | 548                  | 384                  | 258                  | 198                  | 151                  | 124                  |

(Obs.: Número de habitantes "residentes", ou seja, que tinham a residência oficial neste concelho à data em que os censos  se realizaram.)

## Património
- Igreja Matriz de Padornelos;
- Capela de São Roque;
- Capela de Santa Senhorinha.

- Castelo de Portelo